# Tilly-sur-Meuse
Tilly-sur-Meuse là một xã trong vùng Grand Est, thuộc tỉnh Meuse, quận Verdun, tổng Souilly. Tọa độ địa lý của xã là 49° 00' vĩ độ bắc, 05° 26' kinh độ đông. Tilly-sur-Meuse nằm trên độ cao trung bình là 213 mét trên mực nước biển. Xã có diện tích 13,69 km², dân số vào thời điểm 1999 là 222 người; mật độ dân số là 16 người/km².

## Thông tin nhân khẩu
| 1962 | 1968 | 1975 | 1982 | 1990 | 1999 |
| ---- | ---- | ---- | ---- | ---- | ---- |
| 219  | 228  | 235  | 237  | 237  | 222  |